# Eunice multicylindri
Eunice multicylindri är en ringmaskart som beskrevs av Shisko 1981. Eunice multicylindri ingår i släktet Eunice och familjen Eunicidae. Inga underarter finns listade i Catalogue of Life.